# Комунистически интернационал на младежта
Комунистическият интернационал на младежта (съкратено КИМ) е международна организация на комунистически младежки организации. Официално безпартиен, но едновременно с това е секция на Коминтерна. Съществува от 1919 до 1943 г.
Младежките комунистически съюзи от отделните страни с членството си в КИМ стават негови секции, подобно на партиите в Коминтерна. На I конгрес в Берлин през 1919 година се приемат устав и програма на организацията. На III конгрес през 1924 г. се взема решение за цялостна болшевизация на организациите-членки. На VI конгрес през 1935 г. се взема решение да се работи за създаване на единен фронт срещу фашизма и подготовката на война.
КИМ е разпуснат заедно с Коминтерна през 1943 г.